# ان‌جی‌سی ۳۴۶۴
ان‌جی‌سی ۳۴۶۴ (انگلیسی: NGC 3464) نام یک کهکشان مارپیچی میله‌ای در صورت فلکی مار باریک است.